# Григорівська волость (Бахмутський повіт)
Григорівська волость (Авдот'їнська) — історична адміністративно-територіальна одиниця Бахмутського повіту Катеринославської губернії із центром у селі Авдот'їнське (Григорівка).
Станом на 1886 рік складалася з 5 поселень, 5 сільських громад. Населення — 2898 осіб (1485 чоловічої статі та 1413 — жіночої), 406 дворових господарств.
|                     | Площа, десятин | У тому числі орної, дес. |
| ------------------- | -------------- | ------------------------ |
| Сільських громад    | 2765           | 1645                     |
| Приватної власності | 18628          | 3125                     |
| Іншої власності     | 170            | 120                      |
| Загалом             | 21563          | 4900                     |

Поселення волості:
- Авдот'їнське (Мандрикіне) — колишнє власницьке село при річці Кальміус за 80 верст від повітового міста, 862 особи, 124 дворових господарства, православна церква, 2 ярмарки на рік. За версту — винокурний завод. За 13 верст — залізнична станція Мандрикіне.
- Новоселівка (Іванівка) — колишнє власницьке село при річці Берестова, 801 особа, 126 дворових господарства, лавка.
- Обільне (Папкове) — колишнє власницьке село при річці Берестова, 602 особи, 93 дворових господарства.

Наприкінці 1890-тих волосне правління перенесено до села Григорівка, волость отримала назву Григорівська.
За даними на 1908 рік у волості налічувалось 13 поселень, загальне населення волості зросло до 9386 осіб (4639 чоловічої статі та 4747 — жіночої), 1239 дворових господарств.